# Operatorentheorie
De operatorentheorie of theorie van lineaire operatoren is een onderdeel van de functionaalanalyse, op haar beurt een tak van de wiskunde.

## Omschrijving en motivering
De operatorentheorie bestudeert eigenschappen van lineaire afbeeldingen tussen topologische vectorruimten. Ze vindt haar oorsprong in het werk van Ivar Fredholm over integraalvergelijkingen. De benaming is waarschijnlijk afkomstig van de titel van het boek van Stefan Banach, Théorie des opérations linéaires (1932).
Wiskundigen hadden al veel vroeger opgemerkt dat sommige bewerkingen uit de analyse konden worden opgevat als lineaire afbeeldingen tussen functieverzamelingen. De grote doorbraak kwam er toen, vanaf het einde van de negentiende eeuw, belangrijke resultaten over matrices werden veralgemeend tot de oneindig-dimensionale vectorruimten die die functieverzamelingen eigenlijk zijn.
Klassieke operatorentheorie beperkt zich tot continue lineaire afbeeldingen tussen topologische vectorruimten,
{\displaystyle f:V\to W}
Met name de kwantummechanica maakt het noodzakelijk, ook niet-continue afbeeldingen, de onbegrensde operatoren, te bestuderen, waarvan het domein niet de hele bronverzameling is, dus een partiële functie.
{\displaystyle f:D\to W,\quad D\subset V}
Om nog nuttige resultaten te krijgen, worden aan dergelijke onbegrensde operatoren meestal wel beperkende voorwaarden opgelegd, bijvoorbeeld: het domein ligt dicht in de bronverzameling, en de grafiek
{\displaystyle \mathrm {grafiek} (f)=\{(v,w)|v\in D,\ f(v)=w\}}
is een gesloten deelverzameling van het cartesisch product {\displaystyle V\times W} met de producttopologie. Men noemt dergelijke operatoren kortweg gesloten.
De bekendste voorbeelden van dergelijke onbegrensde operatoren in de kwantummechanica zijn Schrödinger-operatoren.

## Enkele belangrijke resultaten
De hierna opgesomde stellingen gaan over Banachruimten. Er bestaan gedeeltelijke veralgemeningen tot ruimere klassen van topologische vectorruimten.

### Stelling van de gesloten grafiek
Een belangrijk resultaat is de stelling van de gesloten grafiek:
Als een lineaire operator tussen banachruimten overal gedefinieerd is (d.w.z. zijn domein is de hele ruimte) en een gesloten grafiek heeft, is hij continu.

### Open afbeeldingsstelling
De open afbeeldingsstelling wordt ook stelling van Banach-Schauder genoemd, om verwarring te vermijden met de open afbeeldingsstelling uit de functietheorie.
Een surjectieve continue lineaire operator tussen Banachruimten beeldt open verzamelingen af op open verzamelingen.

### Principe van uniforme begrensdheid
Het principe van uniforme begrensdheid wordt ook de stelling van Banach-Steinhaus genoemd.
Continuïteit van een lineaire operator kan als volgt worden uitgedrukt: voor elke omgeving {\displaystyle B} van de nulvector van {\displaystyle W} bestaat er een omgeving {\displaystyle A} van de nulvector van {\displaystyle V} die binnen {\displaystyle B} wordt afgebeeld.
Een familie lineaire afbeeldingen heet equicontinu als ze aan bovenstaande eigenschap op uniforme wijze voldoet, dit wil zeggen dat voor elke omgeving {\displaystyle B} van de nulvector van {\displaystyle W} er een omgeving {\displaystyle A} van de nulvector van {\displaystyle V} bestaat die door alle leden van de familie binnen {\displaystyle B} wordt afgebeeld.
Als een familie van continue lineaire afbeeldingen van een banachruimte {\displaystyle V} naar een genormeerde ruimte {\displaystyle W} ieder punt van {\displaystyle V} afbeeldt op een begrensde verzameling punten van {\displaystyle W,} dan is de familie afbeeldingen equicontinu.

### Spectrum van compacte operatoren
Het volgende resultaat van Frigyes Riesz over het spectrum van een compacte operator tussen een Banachruimte en zichzelf, was oorspronkelijk van belang voor de studie van integraalvergelijkingen.
Het spectrum van een compacte operator in een Banachruimte is ten hoogste aftelbaar. Alle spectraalwaarden buiten 0 zijn geïsoleerde eigenwaarden met eindige multipliciteit. Als er oneindig veel dergelijke eigenwaarden zijn, dan is 0 hun enige ophopingspunt. Als er eindig veel dergelijke eigenwaarden zijn, dan is het beeld van de operator eindigdimensionaal.

## Toegevoegde operator
Bij een continue lineaire afbeelding tussen topologische vectorruimten
{\displaystyle T:X\to Y}
hoort op natuurlijke wijze een toegevoegde operator, een continue lineaire afbeelding tussen de duale topologische vectorruimten
{\displaystyle T^{*}:Y^{*}\to X^{*}}

## Enkele belangrijke deelgebieden
- Studie van banach-algebra's
- Studie van operator-halfgroepen
- Spectrale calculus
- Studie van begrensde en onbegrensde operatoren in hilbertruimten, in het bijzonder de studie van normale operatoren en zelftoegevoegde operatoren.